# Porcupine Bank Canyon SAC
Porcupine Bank Canyon SAC este o arie protejată (arie specială de conservare — SAC, sit de importanță comunitară — SCI) din Irlanda întinsă pe o suprafață de 78.110 ha, integral marine.

## Localizare
Centrul sitului Porcupine Bank Canyon SAC este situat la coordonatele 51°59′32″N 15°04′45″W / 51.992085°N 15.079162°V.

## Înființare
Situl Porcupine Bank Canyon SAC a fost declarat sit de importanță comunitară în aprilie 2012 pentru a proteja un număr necunoscut de specii din flora spontană și fauna sălbatică aflate în arealul zonei. Situl a fost protejat și ca arie specială de conservare în februarie 2016.

## Biodiversitate
Situată în ecoregiunea atlantică, aria protejată conține 1 habitat natural: Recifuri.
La baza desemnării sitului se află un număr nedeclarat de specii protejate.
Pe lângă speciile protejate, pe teritoriul sitului au mai fost identificate 2 specii de mamifere.